# Orthocladius brevicornis
Orthocladius brevicornis är en tvåvingeart som först beskrevs av Jean-Jacques Kieffer 1906.  Orthocladius brevicornis ingår i släktet Orthocladius och familjen fjädermyggor.
Artens utbredningsområde är Frankrike. Inga underarter finns listade i Catalogue of Life.